# Tebenna piperella
Tebenna piperella is een vlinder uit de familie van de glittermotten (Choreutidae). De wetenschappelijke naam van de soort is voor het eerst geldig gepubliceerd in 1904 door Busck als Choreutis piperella.

## Synoniemen
- Choreutis piperella Busck, 1904